# Juráňova dolina
Juráňova dolina (polsky Dolina Juraniowa) je údolí a národní přírodní rezervace v severní části Západních Tater. Leží v katastrálním území obce Vitanová v okrese Tvrdošín v Žilinském kraji na Slovensku. Chráněné území bylo vyhlášeno roku 1974 a jeho rozloha je 434,32 hektaru. Předmětem ochrany je geomorfologicky a krajinářsky hodnotné území se zachovalými lesními společenstvy a kalcifitními rostlinami. Je největší větví Tiché doliny.

## Přírodní poměry
Na západě ji odděluje hřeben vycházející z Jamboru k Umrlé a Ježovému vrchu od Bobrovecké doliny. Na východě a severovýchodě se za hřebenem z Veľké Furkasky k vrchu Čaplovce nacházejí menší větve Tiché doliny Čaplovka a Furkaska. Na východě končí dolina hraničním hřebenem s Juráňovým sedlem, které ji odděluje od polské Doliny Chochołowske.
Údolím protéká Juráňov potok, na kterém se nachází Vodopád Juráňovho potoka.

## Přístup
Dolní částí doliny prochází červeně značený turistický chodník, která ji přes sedlo Umrlá spojuje s Bobroveckou dolinou. Z ní odbočuje v ústí doliny žlutě značený turistický chodník, který ji po vrstevnici spojuje rovněž s Bobroveckou dolinou. Zelená turistická značka ze sedla Umrlá horní částí doliny až do Juráňova sedla na hraničním hřebeni byla v roce 2008 zrušena.